# متيزية
مَتِيزِيَة (الاسم العلمي: Matisia). جنس نباتات مُزهرة من فصيلة الخبازية مهدها بعض مناطق أمريكا الاستوائية.
وتضم الأنواع التالية
- Matisia alata
- Matisia castano
- Matisia coloradorum Benoist
- Matisia cordata Bonpl.
- Matisia exalata
- Matisia grandifolia – Molinillo
- Matisia palenquiana
- Matisia stenopetala